# Сараевски университет
Сараевският университет (на босненски: Univerzitet u Sarajevu) е университет в Сараево, Босна и Херцеговина. Това е най-големият и най-старият университет в страната, както и най-старата институция за висше образование в бивша Югославия, водейки началото си от 1537 г. като Ислямско училище по право.
Университетът разполага с 20 факултета, 3 академии и 3 теологични факултета, в които учат общо 30 866 студенти (2014 г.). По брой студенти той се нарежда сред най-големите университети на Балканският полуостров. От 1949 г., когато отваря врати, общо 122 000 студенти са получили бакалавърска степен, 3891 са получили магистърска степен, а 2284 са получили докторска степен в 45 различни направления. Често се счита за най-престижния университет в Босна и Херцеговина.

## История
Първите висши учебни заведения в Сараево и Босна и Херцеговина като цяло са основани през 16 век под ръководството на османците. Историята на Сараевския университет започва през 1537 г. като медресе – Гази Хусрев-бегова библиотека, открита от Хюсрев бей.
Университетът в своето модерно и светско въплъщение се развива в периода на управлението на Австро-Унгария. Съвременната история на университета продължава и след Първата световна война, както и през Втората световна война, като успешно разширява дейността си чрез нови факултети, като например тези по селско стопанство и лесовъдство през 1940 г. и по медицина през 1944 г. И двата факултета са преобразувани след войната.
През 1949 г. е открит инженерния факултет. На 2 декември същата година е назначен първият ректор, а университетът е официално основан. С отварянето на факултетите по философия (1950) и по икономика (1952) първоначалната фаза по основаване на Сараевския университет е завършена.
Втората фаза на развитие (1955 – 1969) се характеризира с утвърждаването на университета, отварянето на нови факултети и относителното удовлетворяване на нуждите за висшисти в Босна и Херцеговина. Друго значимо постижение е организацията и въвеждането на следдипломно обучение в университета.
Третата фаза (1970 – 1982) е белязана от добавянето на още институти, научното утвърждаване на университета и неговото активно участие на международната академична сцена. Университетът допринася пряко и косвено за създаването на нови университети в Баня Лука, Мостар и Тузла.
Четвъртата фаза (1982 – 1992) се характеризира с отделянето на научните дейности от университета и образуването на по-привилегировани научни институти извън него. Това води до значителни щети за Сараевския университет, тъй като кохерентността на университетското образование и научните изследвания е застрашена. Това довежда до по-ниско качество на образованието и технологична стагнация на университета. Неконтролираното записване на огромен брой студенти довежда до значително по-ниска ефективност на обучението и свръхпроизводство на персонал в определени области на образованието.
Петата фаза (1992 – 1995) е белязана от унищожаването на съоръженията и оборудването на университета, вследствие войната в Босна и Херцеговина и обсадата на Сараево. Въпреки 4-годишната обсада на града, университетът успява да задържи целостта на работата си. Това представлява приноса на университета за утвърждаването на свободата и демокрацията, протестите срещу войната и агресията, както и утвърждаването на суверенитета на Босна и Херцеговина.
След 1996 г. Сараевският университет влиза във фаза на следвоенно физическо и академично възстановяване и обновяване. Физическото обновяване е насочено към реконструкцията и възстановяването на разрушени обекти, подмяна на унищожени учебни и научни съоръжения и реконструкция на студентски общежития. Въпреки многобройните проекти за реконструкция, Сараевският университет все още не е достигнал пълния си довоенен потенциал. Качеството и броят на студентските общежития все още са далеч под изискваните, технологиите са най-вече остарели и тъй като условията на труд могат да бъдат много по-добри, академичен състав също липсва. Освен това, войната е предизвикала разрив дори в академичните среди и много хора, които са работили в университета преди войната, не продължават след това. Качеството на обучението постепенно се подобрява, отчасти благодарение на Болонския процес.
Процесът на обновяване и реконструкция на университета се подкрепя от дейностите на Асоциацията на университетите в Европа, Европейския съвет и ред международни организации, работещи в сферата на висшето образование. Университетът си сътрудничи с над 120 университета в Европа, САЩ, Канада и Близкия Изток.